# Silver & Gold (альбом Суфьяна Стивенса)
| Совокупная оценка    | Совокупная оценка |
| Источник             | Оценка            |
| -------------------- | ----------------- |
| AnyDecentMusic?      | 7.4/10            |
| Metacritic           | 76/100            |
| Оценки критиков      |                   |
| Источник             | Оценка            |
| Consequence of Sound | [ 3 ]             |
| Paste                | 7.5/10            |
| Pitchfork Media      | 7.8/10            |
| PopMatters           | 7/10              |
| Sputnikmusic         | 4.2/5             |

Silver & Gold (на обложке стилизовано как Silver & Gold: Songs for Christmas, Vols. 6-10) — рождественский бокс-сет американского автора-исполнителя и мультиинструменталиста Суфьяна Стивенса, изданный 13 ноября 2012 года на студии Asthmatic Kitty. Состоит из пяти мини-альбомов (EP) с рождественскими песнями, записанными Стивенсом в период с 2006 по 2012 год. Он является продолжением альбома Songs for Christmas, который был выпущен за шесть лет до этого.
2 октября 2012 года было объявлено, что Стивенс выпустит Silver & Gold 13 ноября 2012 года в цифровом формате, на CD и в виде винилового бокс-сета LP. 24 октября 2012 года на песню «Mr. Frosty Man» была выпущена клип-мультипликация, анимированная Ли Хардкастлом.

## Об альбоме
Альбом получил в основном положительные отзывы критиков, а Pitchfork поставил ему 7,8 балла из 10. Как пишет Килан Х. из Sputnikmusic, «альбом существует в плоскости, где самоанализ встречается с групповыми песнями, депрессия — с радостными всплесками, традиционное — с левосторонним чудачеством». На Metacritic, который присваивает нормализованную оценку из 100 баллов рецензиям мейнстримных критиков, альбом получил средний балл 76 на основе 13 рецензий, что означает «в целом благоприятные отзывы».

## Список композиций
Gloria: Songs for Christmas, Vol. VI
Записано в декабре 2006 года
1. «Silent Night» — 2:26 (слова Joseph Mohr; мелодия Franz Xaver Gruber; английский перевод John Freeman Young)
2. «Lumberjack Christmas / No One Can Save You from Christmases Past» — 3:22 (музыка Аарона Десснера, Bryce Dessner и Суфьяна Стивенса; слова Суфьяна Стивенса)
3. «Coventry Carol» — 2:54 (при участии Marla Hansen) (Английская рождественская песня XVI века)
4. «The Midnight Clear» — 2:49 (музыка Аарона Десснера, Bryce Dessner и Суфьяна Стивенса; слова Суфьяна Стивенса)
5. «Carol of St. Benjamin the Bearded One» — 3:32 (музыка Аарона Десснера, Bryce Dessner и Суфьяна Стивенса; слова Суфьяна Стивенса)
6. «Go Nightly Cares» — 1:44 (музыка John Dowland)
7. «Barcarola (You Must Be a Christmas Tree)» — 7:03 (музыка Аарона Десснера, Bryce Dessner и Суфьяна Стивенса; слова Суфьяна Стивенса)
8. «Auld Lang Syne» — 1:35 (слова Robert Burns; музыка: традиционная шотландская народная мелодия)

I Am Santa's Helper: Songs for Christmas, Vol. VII
Записано в декабре 2007 года
1. «Christ the Lord Is Born» — 0:49 (музыка Leoš Janáček)
2. «Christmas Woman» — 5:33 (слова и музыка Суфьяна Стивенса)
3. «Break Forth O Beauteous Heavenly Light» — 1:09 (музыка Johann Schop; гармония И. С. Баха)
4. «Happy Family Christmas» — 1:23 (слова и музыка Суфьяна Стивенса)
5. «Jingle Bells» — 1:19 (слова и музыка James Lord Pierpont)
6. «Mysteries of the Christmas Mist» — 2:10 (музыка Суфьяна Стивенса)
7. «Lift Up Your Heads Ye Mighty Gates» — 1:20 (слова Georg Weissel; перевод Catherine Winkworth; музыка Thomas Williams)
8. «We Wish You a Merry Christmas» — 1:16 (Английская рождественская песня XVI века)
9. «Ah Holy Jesus» — 2:42 (слова Johann Heermann: музыка Johann Crüger)
10. «Behold! The Birth of Man, the Face of Glory» — 1:09 (музыка Суфьяна Стивенса)
11. «Ding-a-ling-a-ring-a-ling» — 1:50 (слова и музыка Суфьяна Стивенса)
12. «How Shall I Fitly Meet Thee?» — 2:09 (музыка J.S. Bach; адаптировано J. Troutbeck)
13. «Mr. Frosty Man» — 1:50 (слова и музыка Суфьяна Стивенса)
14. «Make Haste to See the Baby» — 1:23 (музыка Суфьяна Стивенса)
15. «Ah Holy Jesus» — 1:29 (с язычковым органом)
16. «Hark! The Herald Angels Sing» — 1:51 (слова Charles Wesley; музыка Феликса Мендельсон)
17. «Morning» — 2:28 (Sacred Harp) (музыка Amos Pilsbury)
18. «Idumea» — 3:50 (Sacred Harp) (слова Charles Wesley; музыка Ananias Davisson)
19. «Eternal Happiness or Woe» — 1:23 (музыка Суфьяна Стивенса)
20. «Ah Holy Jesus» — 1:00 (a capella)
21. «I Am Santa’s Helper» — 1:52 (слова и музыка Суфьяна Стивенса)
22. «'Ma'oz Tzur' (Rock of Ages)» — 0:42 (традиционный еврейский гимн)
23. «Even the Earth Will Perish and the Universe Give Way» — 2:01 (музыка Суфьяна Стивенса)

Christmas Infinity Voyage: Songs for Christmas, Vol. VIII
Оригинал записан в декабре 2008 года, как «Astral Inter Planet Space Captain Christmas Infinity Voyage: Songs for Christmas Vol. 8»; бокс-сетовая версия перезаписана в 2011—2012 годах
1. «Angels We Have Heard on High» — 4:04 (музыка & слова Суфьяна Стивенса [основано на оригинальном гимне])
2. «Do You Hear What I Hear?» — 9:14 (слова Noël Regney; музыка Gloria Shayne)
3. «Christmas in the Room» — 4:23 (слова и музыка Суфьяна Стивенса)
4. «It Came Upon the Midnight Clear» — 0:48 (слова Edmund Sears; музыка Richard Storrs Willis)
5. «Good King Wenceslas» — 4:18 (слова John Mason Neale; музыка: рождественская песня XIII века)
6. «Alphabet St.» — 1:36 (слова и музыка Принса)
7. «Particle Physics» — 1:04 (музыка Суфьяна Стивенса)
8. «Joy to the World» — 5:25 (слова Isaac Watts; музыка Lowell Mason)
9. «The Child with the Star on His Head» — 15:30 (слова и музыка Суфьяна Стивенса)

Let It Snow: Songs for Christmas, Vol. IX
Записано в декабре 2009 года
1. «I'll Be Home for Christmas» — 3:22 (слова и музыка Walter Kent, Kim Gannon, Buck Ram)
2. «Santa Claus Is Coming to Town» — 2:41 (слова и музыка J. Fred Coots и Хейвен Гиллеспи)
3. «The Sleigh in the Moon» — 1:44 (при участии Cat Martino) (слова и музыка Cat Martino)
4. «Sleigh Ride» — 2:28 (слова и музыка Leroy Anderson и Mitchell Parish)
5. «Ave Maria» — 2:09 (при участии Cat Martino) (слова God Himself; музыка Франц Шуберт)
6. «X-mas Spirit Catcher» — 3:31 (слова и музыка Суфьяна Стивенса)
7. «Let It Snow! Let It Snow! Let It Snow!» — 2:17 (слова и музыка Jule Styne и Sammy Cahn)
8. «A Holly Jolly Christmas» — 2:27 (слова и музыка Johnny Marks)
9. «Christmas Face» — 0:40 (при участии Sebastian Krueger) (слова и музыка Sebastian Krueger)

Christmas Unicorn: Songs for Christmas, Vol. X
Записано в декабре 2010 года
1. «Have Yourself a Merry Little Christmas» — 3:42 (слова и музыка Hugh Martin и Ralph Blane)
2. «It Came Upon a Midnight Clear» — 0:40 (слова Edmund Sears; музыка Richard Storrs Willis)
3. «Up on the Housetop» — 4:21 (featuring Vesper Stamper) (слова и музыка Benjamin Hanby; аранж. Суфьяна Стивенса)
4. «Angels We Have Heard on High» — 0:52 (традиционная французская рождественская песня)
5. «We Need a Little Christmas» — 2:03 (слова и музыка Jerry Herman)
6. «Happy Karma Christmas» — 3:36 (слова и музыка Суфьяна Стивенса)
7. «We Three Kings» — 0:52 (музыка John Henry Hopkins Jr.)
8. «Justice Delivers Its Death» — 3:16 (аранж. Суфьяна Стивенса; основано на песне «Silver & Gold» J. Marks)
9. «Christmas Unicorn» — 12:28 (слова и музыка Суфьяна Стивенса; использована «Love Will Tear Us Apart» с разрешения авторов, Ian Curtis, Peter Hook, Stephen Morris и Bernard Sumner)

## Хит-парады
| Чарт (2012)                            | Высшая позиция |
| -------------------------------------- | -------------- |
| США (Billboard 200)                    | 70             |
| США (Billboard Top Alternative Albums) | 14             |
| США (Billboard Folk Albums)            | 5              |
| США (Billboard Top Holiday Albums)     | 16             |
| США (Billboard Independent Albums)     | 11             |
| США (Billboard Top Rock Albums)        | 23             |

| Чарт (2013)                          | Позиция |
| ------------------------------------ | ------- |
| US Americana/Folk Albums (Billboard) | 36      |